# Kirche Teutleben

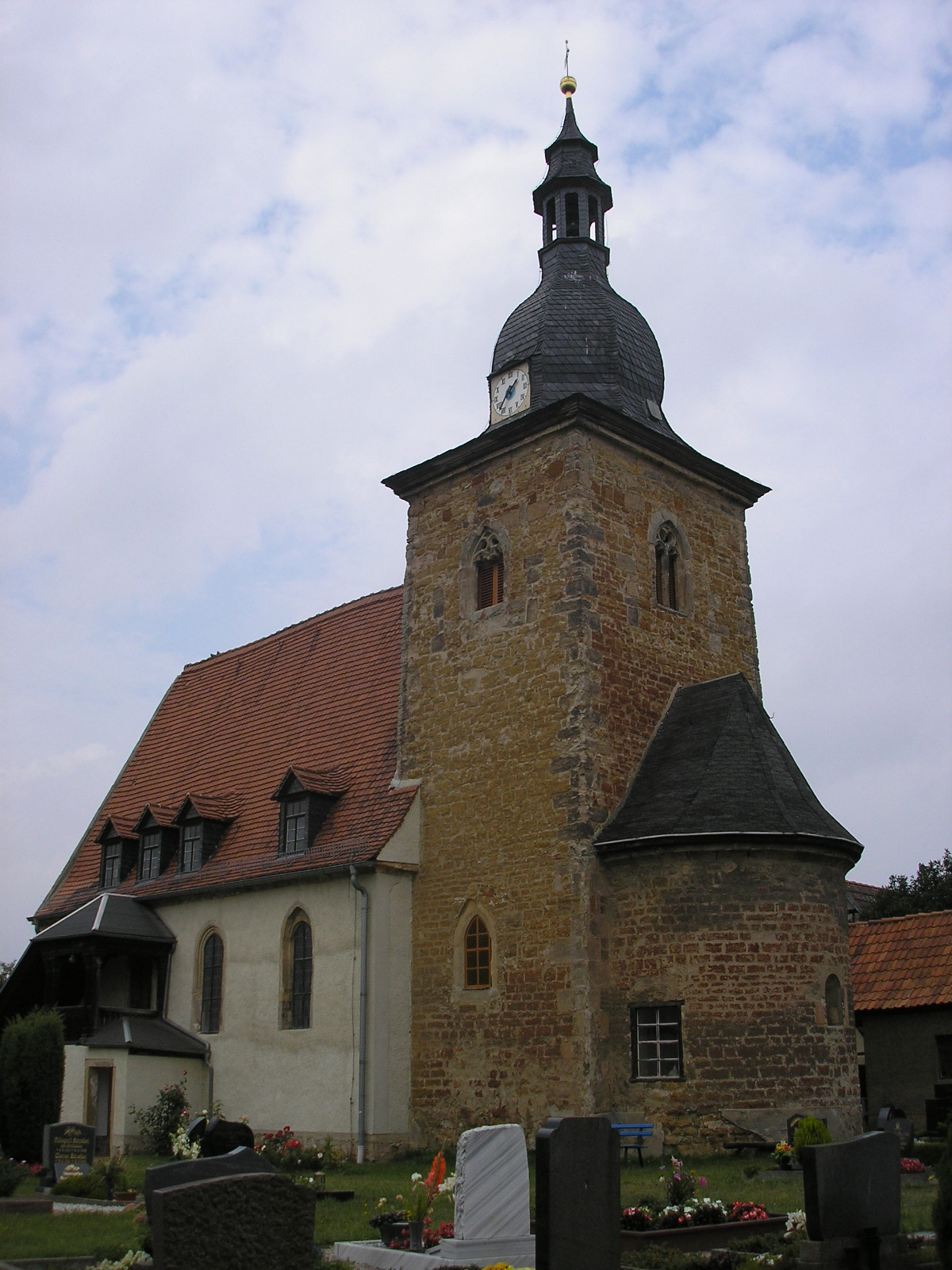
Kirche Teutleben

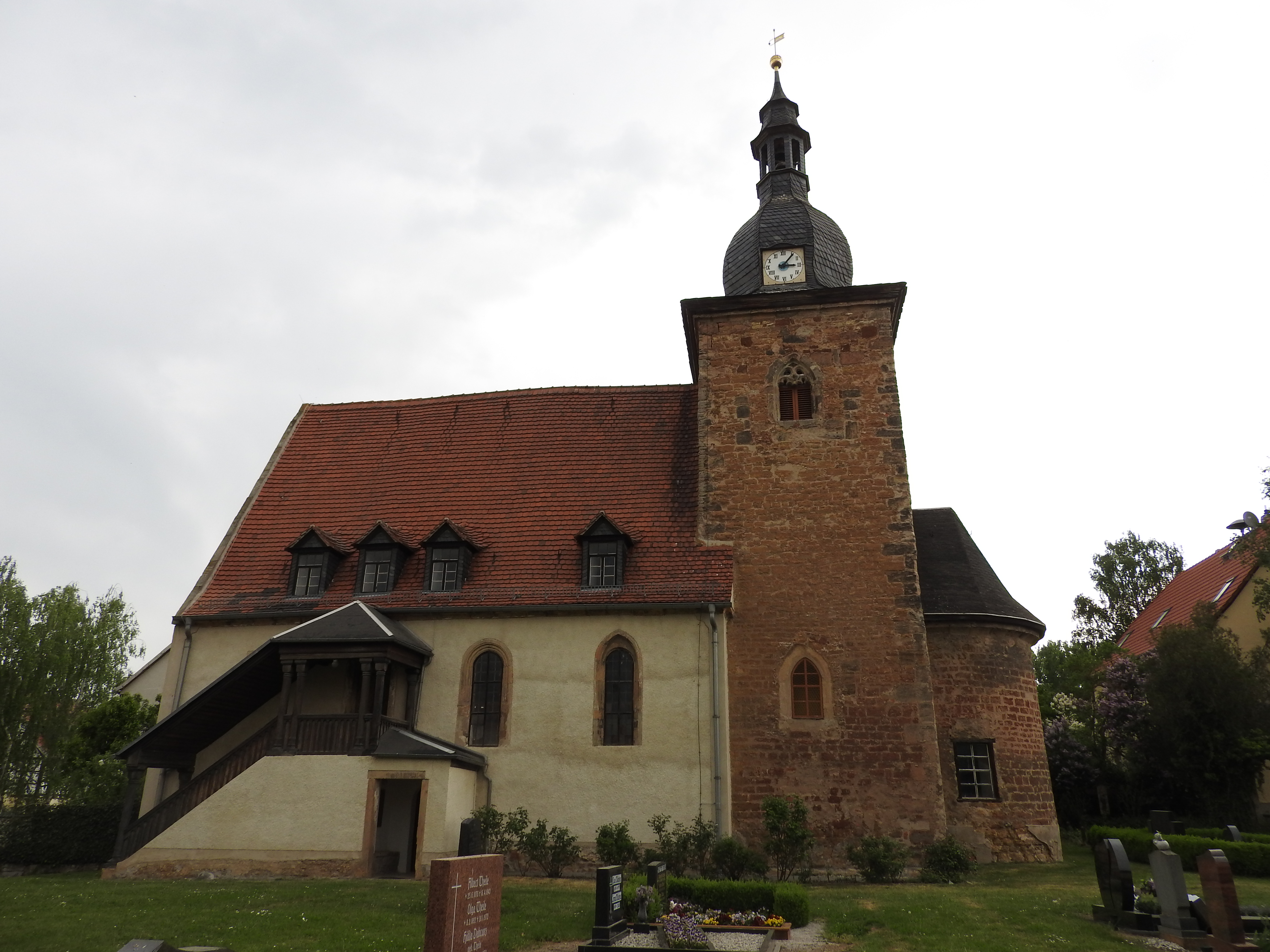
Ansicht von Norden

Die evangelische Kirche Teutleben ist eine romanische Chorturmkirche im Ortsteil Teutleben von Buttstädt im Landkreis Sömmerda in Thüringen. Sie gehört zur Kirchengemeinde Teutleben im Pfarrbereich Hardisleben des Kirchenkreises Apolda-Buttstädt der Evangelischen Kirche in Mitteldeutschland.

## Geschichte und Architektur
Die Kirche ist in ihrer romanischen Bauform mit Chorturm und Apsis gut erhalten, jedoch durch Wanddurchbrüche für Türen und Fenster gekennzeichnet. Aus der Bauzeit stammen das Südportal und die schmalen Rundbogenfenster an der Nordseite des Schiffes und am Scheitel der Apsis. Im Westen sind zwei Fensterreihen angeordnet, die den Raum unter und über der romanischen Westempore erhellen, die Empore war früher durch ein Portal auf der Nordseite und ist heute durch einen neuzeitlichen Treppenaufgang zugänglich. Das oberste Turmgeschoss zeigt spitzbogige Maßwerk- und Vorhangbogenfenster, die wahrscheinlich 1503 (nach einer Jahreszahl an der Südostecke des Turms) an Stelle älterer Fenster eingebaut wurden. Aus dieser Zeit stammt auch vermutlich das steile Satteldach, von dessen ursprünglicher Deckung noch teilweise glasierte spitze Biberschwanzziegel auf der Nordseite erhalten sind.
Im Inneren finden sich ebenfalls romanische Bauformen, so zum Beispiel der originale Triumph- und der Apsisbogen mit profilierten oder mit Klötzchenfries verzierten Kämpfern. Vor der Westwand ist die massive romanische Empore mit zwei Kreuzgratgewölben, die von zwei Rundbögen auf Wandsäulen und einer Freisäule getragen werden, eingebaut. Auf der Empore haben sich Reste eines vermutlich in der zweiten Hälfte des 12. Jahrhunderts eingebrachten Estrichs mit Modelprägung erhalten. Die Bodenfläche ist in Felder aufgeteilt, in denen sich kleine Quadrate mit Tiermotiven und Kreisornamenten finden. Die Empore und der Estrich sind, soweit bekannt, innerhalb der thüringischen Region einmalig. Die Steinempore wurde in eine dreiseitige, zweigeschossige Holzempore einbezogen. Im Schiff ist ein hölzernes Spitztonnengewölbe unter Verwendung von Balkenresten einer älteren Decke eingezogen, im Chor findet sich eine Flachdecke.

## Ausstattung
Ein barocker Kanzelaltar mit drei rundbogigen Durchgängen, die von Säulen flankiert sind, bildet das Hauptstück der Ausstattung. Über den seitlichen Durchgängen sind Schnitzfiguren von Petrus und Paulus angebracht. Am polygonalen Kanzelkorb sind Gemälde mit einer Kreuzigung und den Evangelisten angebracht; über dem reich geschnitzten Schalldeckel sind geschnitzte Figuren der Heiligen Dreifaltigkeit und Engel mit den Leidenswerkzeugen angeordnet. Ein runder Taufstein ist mit der Jahreszahl 1586 datiert. Mehrere Grabsteine des Barock und des Rokoko sind erhalten.
Die Orgel ist ein Werk eines unbekannten Orgelbauers aus dem 17. Jahrhundert, das von Karl Friedrich August Peternell um 1850 umgebaut wurde, mit 16 Registern auf zwei Manualen und Pedal.